# ديفيد فيلدينغ
ديفيد فيلدينغ (بالإنجليزية: David Fielding)‏ هو سياسي أمريكي، ولد في 20 يونيو 1955. حزبياً، نشط في الحزب الديمقراطي. وقد انتخب عضو مجلس نواب أركنساس.